# Extreme Witchcraft
Extreme Witchcraft è il quattordicesimo album in studio del gruppo musicale statunitense Eels, pubblicato nel 2022.

## Tracce
Testi e musiche di Mark Oliver Everett e John Parish, eccetto dove indicato.
1. Amateur Hour – 2:33
2. Good Night on Earth – 3:18
3. Strawberries & Popcorn – 3:43
4. Steam Engine – 3:14 (Everett, Kelly Logsdon)
5. Grandfather Clock Strikes Twelve – 3:23 (Everett)
6. Stumbling Bee – 3:38
7. The Magic – 3:12
8. Better Living Through Desperation – 2:32
9. So Anyway – 3:22
10. What It Isn't – 3:49 (Everett, Logsdon)
11. Learning While I Lose – 2:45 (Everett, Mike Sawitzke)
12. I Know You're Right – 3:07 (Everett, Logsdon)